# Ledegem
Ledegem je obec v provincii Západní Flandry v Belgii. Obec náleží arrondissementu Roeselare.

## Historie
Ve středověku nesla osada název Watene.

## Geografie
Od města Kortrijk je obec vzdálena 9 km severozápadně vzdušnou čarou, od Roeselare 10 km jižně, od Brugg 38 km jižně, od Gentu 45 km jihozápadně a 85 km západně od Bruselu.

## Obyvatelstvo
K 1. lednu 2017 v obci žilo 9 607 obyvatel na ploše 24,76 km².

## Části obce
Obec Ledegem sestává z těchto částí:
- Ledegem
- Rollegem-Kapelle
- Sint-Eloois-Winkel

## Doprava
Nejbližší výjezdy z dálnice se nacházejí u Menenu z dálnice A19 a také u Wevelgemu a Roeselare z dálnice A17.
Ve městech Menen, Izegem, Kortrijk a Roeselare se nacházejí nejbližší regionální nádraží a v Gentu a Bruggách také staví mezinárodní rychlíky.
U Lille se nachází regionální letiště a u Bruselu se nachází mezinárodní letiště.

## Osobnosti
- Maurice Desimpelaere (1920–2005), silniční cyklista
- Eric Leman (* 1946), silniční cyklista
- Gaston Rebry (1905–1953), silniční cyklista
- Zico Waeytens (* 1991), silniční cyklista